# Nephodia pseuderna
Nephodia pseuderna är en fjärilsart som beskrevs av Paul Dognin 1907. Nephodia pseuderna ingår i släktet Nephodia och familjen mätare. Inga underarter finns listade i Catalogue of Life.